# Gåltjärnen (Boteå socken, Ångermanland)
Gåltjärnen är en sjö i Sollefteå kommun i Ångermanland och ingår i Ångermanälvens huvudavrinningsområde. Sjön har en area på 0,206 kvadratkilometer och ligger 216,1 meter över havet.

## Delavrinningsområde
Gåltjärnen ingår i det delavrinningsområde (701702-159790) som SMHI kallar för Utloppet av Gåltjärnen. Medelhöjden är 275 meter över havet och ytan är 4,1 kvadratkilometer. Det finns inga avrinningsområden uppströms utan avrinningsområdet är högsta punkten. Vattendraget som avvattnar avrinningsområdet har biflödesordning 4, vilket innebär att vattnet flödar genom totalt 4 vattendrag innan det når havet efter 31 kilometer. Avrinningsområdet består mestadels av skog (83 procent) och sankmarker (12 procent). Avrinningsområdet har 0,2 kvadratkilometer vattenytor vilket ger det en sjöprocent på 5 procent.